# エンブリック・ストランド
- シュトラント
- シュトラン

エンブリック・ストランド（Embrik Strand、1876年6月2日 – 1947年11月3日）は、ノルウェーのクモ学者である。多くの昆虫やクモ類の記載をおこなった。

## 生涯
オールに生まれた。クリスチャニア大学（現オスロ大学）で学んだ。1898年から1903年の間、ノルウェーの昆虫の膨大な収集を行い、1901年から1903年の間には大学の動物学博物館の資料の管理人も務めた。ドイツに渡り、マールブルク大学で動物学の研究を続けた後、シュトゥットガルト州立自然博物館の学芸員を務め、その後もチュービンゲンやフランクフルトの博物館で学芸員を続けた。1907年からベルリン大学自然史博物館で働き、リガの大学の動物学の教授になり、動物学・水棲生物学研究所の所長となった。
主に昆虫やクモ類に関する多くの執筆を行い、数百の新種生物の記載を行った。1910年から1920年まで『自然史集成』（"Archiv für Naturgeschichte"）の編集を行い、専門誌、"Folia zoologica" と"hydrobiologica"の創刊者となった。1918年に集計された論文数は1,200に達し、研究の集成とした3巻の論文集が出版された。数百の種の学名の種小名に、Strandi、Strandella、Embriki、Embrikiellus、Embrik-Strandellaなどの形で献名されている。
ストランドの収集したノルウェーの昆虫やクモのコレクションはオスロ大学動物学研究所に残されている。
昆虫の学名の命名者の表記は、Strandなどが使われる。

## 著書の図版

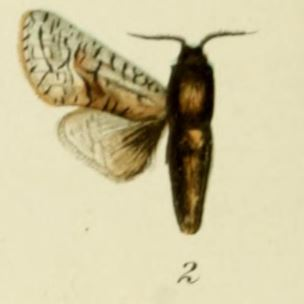
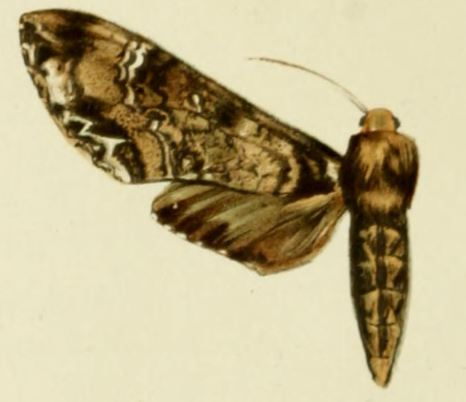
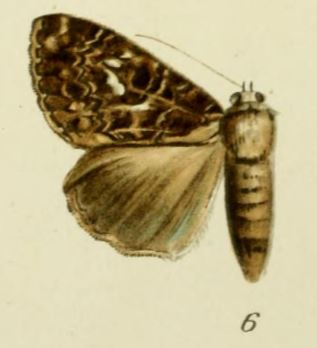
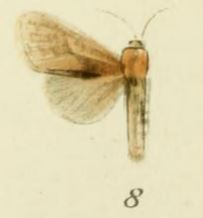